# Михайленко, Александр Романович
Александр Романович Михайленко (укр. Олександр Романович Михайленко, род. 25 мая 1935, Пески) — советский и украинский юрист, правовед, педагог, доктор юридических наук (1962), профессор (1992). Заслуженный юрист Украины (1996), отличник образования Украины (2002), академик международной кадровой академии (2007), почётный работник прокуратуры Украины.

## Биография
Родился 25 мая 1935 года в селе Пески Иванковского района Киевской области.
После окончания Саратовского юридического института имени Д. И. Курского, с 1962 по 1968 работал следователем, старшим следователем прокуратуры Керчи. В 1968—1979 годах учился в аспирантуре, в 1972 году защитил кандидатскую диссертацию по проблемам возбуждения уголовного дела, а затем стал преподавателем, доцентом Саратовского юридического института.
С 1979 года работал в Киевском государственном университете имени Т. Г. Шевченко. В 1989 году защитил докторскую диссертацию по проблемам обеспечения законности на предварительном следствии. С 1994 по 1998 год работал в Генеральной прокуратуре Украины — прокурором, старшим прокурором отдела, старшим советником юстиции с 2004 года.
Одновременно продолжал работать профессором Киевского университета имени Т. Шевченко. С 1998 года — профессор Института адвокатуры при Киевском университете, затем — заведующий кафедрой уголовного процесса и криминалистики Академии адвокатуры Украины.
С 2006 года — заведующий кафедрой теории и практики прокурорской деятельности Института подготовки прокурорских кадров. С 2006 года — заведующий кафедрой теории и практики прокурорской деятельности и уголовного процесса Национальной академии прокуратуры Украины. Одновременно работает профессором кафедры правосудия Киевского национального университета имени Тараса Шевченко.
Был членом Координационного бюро теории законности и прокурорского надзора при Всесоюзном научно-исследовательском институте Генеральной прокуратуры СССР, а также научно-методического центра при Координационном совете генеральных прокуроров СНГ (Москва), входил в состав рабочей группы по разработке механизма передачи пенитенциарной системы в управление органов юстиции Украины. Участвовал в качестве эксперта в Окружном суде Северного округа Калифорнии (США).
Является внештатным консультантом Секретариата и Комитета по вопросам правовой политики Верховной Рады Украины, входит в состав редколлегий журналов «Вестник прокуратуры» и «Вестник Академии прокуратуры Украины».
Неоднократно был председателем Государственных экзаменационных комиссий. Член Научно-методического совета при Генпрокуратуре Украины, член Украинской ассоциации прокуроров.

## Научная деятельность
Направления научной деятельности — проблемы законности, прокурорский надзор, теория государства и права, уголовный процесс, правоохранительные органы, уголовно-процессуальное документирование .
Разработал новые научные подходы к решению проблем обеспечения законности при расследовании преступлений, является автором основных теоретических положений в области уголовно-процессуальных актов. Впервые в науке уголовно-процессуального права дал классификацию и характеристику всем временным параметрам уголовного процесса, раскрыл правовую природу его начала и сущность особенностей правоотношений, возникающих при этом.
Является одним из первых разработчиков теории предмета и объекта прокурорского надзора и учебного курса по этой дисциплине и спецкурсов по уголовно-процессуальному документированию и проблем времени в уголовном процессе Украины. Впервые комплексно показал роль привлеченных к делам лиц в обеспечении законности при расследовании преступлений, а также предложил решение проблем расследования преступлений на морских судах, находящихся в дальнем плавании.
Обосновал принцип непрерывности участия защитника в уголовном процессе, показал своё нетрадиционное видение правового государства, принципов Презумпция невиновности|презумпции невиновности, состязательности и других актуальных проблем юридической наук.
Является автором теоретических моделей законопроектов по проблемам организации и деятельности следственных органов; регистрации и рассмотрения заявлений и сообщений о преступлении; обращений граждан. Активный участник подготовки проекта Закона Украины «О прокуратуре». Давал экспертные заключения по проектам Конституции Украины, кодексов и других законодательных актов, входил в рабочую группу Верховной Рады Украины по подготовке проекта нового Уголовно-процессуального кодекса Украины .
Участвовал в 125 научно-практических конференциях, семинарах, в том числе международного уровня.
Автор более 340 публикаций, в том числе, более 239 научных работ, 20 учебных пособий, 29 учебно-методических, 70 публицистических работ.

## Избранные труды и публикации
- Возбуждение уголовного дела в советском уголовном процессе. — Саратов, 1975;
- Провадження кримінальних справ у суді. — К.,1992;
- Складання процесуальних актів у кримінальних справах. — К., 1996. — 4-те вид.;
- Основи правознавства. — К., 1997. — 3-тє вид.;
- К вопросу о сущности предмета и объекта прокурорского надзора — 1981;
- Проблема времени в уголовном судопроизводстве \\ Правоведение. — 1983. — № 2;
- Правовое регулирование деятельности прокуратуры Украины по обеспечению законности \\ Государство и право. — 1994. — № 1. Расследование преступлений: законность и обеспечение прав граждан. — Киев, 1999 р. — 448 с; П
- Прокуратура Франції, ФРН, Великобританії, США. — Київ. −2001. — 32 с. Строки та інші часов параметри в криминальному процесі України. — Киев, 2000, — 40 с. Прокуратура України: Подручник. -Київ. 2005. 296 с. Принципи організації та діяльності прокуратури України. — Киев, 2005.

## Награды
Награждён 3 медалями. Имеет благодарность Кабинета Министров СССР, многие ведомственные грамоты, благодарности, в том числе, Минвуза СССР и УССР, благодарностью Председателя Службы безопасности Украины и др.